# Óblast de Dnipropetrovsk
La óblast de Dnipropetrovsk (en ucraniano: Дніпропетровська область, tr: Dnipropetrovs’ka óblast’ o Дніпропетровщина, tr: Dnipropetróvschyna) es una  provincia localizada en el sudeste de Ucrania. Su capital es Dnipró, otras ciudades mayores son Krivói Rog, Kamianské y Níkopol.

## Divisiones administrativas
La provincia de Dnipropetrovsk está subdividida desde 2020 en 7 distritos. 
| Distritos de la óblast de Dnipropetrovsk |
| - Raión de Dnipró - Raión de Kamianské - Raión de Krivói Rog - Raión de Nikopol - Raión de Novomoskovsk - Raión de Pavlogrado - Raión de Sinélnikove |

## Demografía
Su población en 2014 registra los 3 289 481 habitantes, según el Censo Popular de Ucrania de 2001 el 79,3 % de la población se considera de la etnia ucraniana y 17,6 % de la etnia rusa. Para el 67 % de la población el idioma materno es el ucraniano y para 32 % el ruso. Aunque el ucraniano tiene estatuto oficial, en la vida habitual en las ciudades predomina el ruso.

## Económica
La región es muy importante económicamente. Aquí están los centros principales de la siderurgia ucraniana: Krivói Rog, Kamianské y Níkopol. También hay fábricas importantes de maquinaria e industria química.  

### Índices económicos
| N | índice                                | unidades                           | parámetros en 2006 |
| - | ------------------------------------- | ---------------------------------- | ------------------ |
| 1 | Exportación productos                 | millones de dólares de los EE. UU. | 7123,6             |
| 2 | Peso específico en el de toda Ucrania | %                                  | 18,6               |
| 3 | Importación productos                 | millones de dólares de los EE. UU. | 3723,2             |
| 4 | Peso específico en el de toda Ucrania | %                                  | 8,3                |
| 5 | Saldo Exportación-Importación         | millones de dólares de los EE. UU. | 3400,4             |
| 6 | Inversiones de capital                | millones de Grivnas                | 12309,8            |
| 7 | Salario medio                         | Grivnas (01.01.07)                 | 1229               |
| 8 | Salario medio                         | Dólares de los EE. UU. (01.01.07)  | 243,4              |

Según Comité de estadística de Ucrania